# NGC 7752
NGC 7752 (другие обозначения — PGC 72382, UGC 12779, ARP 86, MCG 5-56-4, ZWG 498.9, MK 1134, ARAK 585, 4ZW 165, KCPG 591A, VV 5) — спиральная галактика в созвездии Пегас.
В галактике наблюдается повышенное ультрафиолетовое излучение, и потому её относят к галактикам Маркаряна. Причиной является всплеск звездообразования из-за взаимодействия с соседними галактиками.
Этот объект входит в число перечисленных в оригинальной редакции «Нового общего каталога», а также включён в атлас пекулярных галактик.